# Oncidium polyadenium
Espèce
Oncidium polyadenium est une espèce d'orchidées du genre Oncidium originaire d'Amérique du Sud.